# مپس مپونیان
مپس مپونیان (زاده ۱۶ مارس ۱۹۹۰) مجری تلویزیون، هنرپیشه، طراح مد، گوینده، مدل، مشاور خلاق و کارآفرین تجاری آفریقای جنوبی است.

## حرفه
مپس در سال ۲۰۱۱ به عنوان "بهترین مرد لباس پوشیده" جی کیو و در سال ۲۰۱۳ به عنوان "جذاب ترین مرد آفریقای جنوبی" از مجله جهان شهری یا به اصطلاح (جهان وطن) منتخب گردید.